# بي أن واي ميلون
بنك أوف نيويورك ميلون كوربوريشن ، المعروف باسم بي أن واي ميلون (BNY Mellon) ، هو شركة قابضة للخدمات المصرفية الاستثمارية الأمريكية متعددة الجنسيات ومقرها في مدينة نيويورك . تم تشكيل بي أن واي ميلون من اندماج بنك نيويورك ومؤسسة ميلون المالية في عام 2007. وهو أكبر بنك وديع وشركة خدمات للأصول في العالم ،  مع 2.0 تريليون دولار من الأصول الخاضعة للإدارة و 38.6 تريليون دولار في الأصول تحت الحراسة اعتبارًا من الربع الثاني من عام 2020. يعتبر مجلس الاستقرار المالي بنكًا مهمًا على مستوى النظام . تأسست شركة بي أن واي ميلون في ولاية ديلاوير.
من خلال سلفه في بنك نيويورك ، تعد واحدة من أقدم ثلاث شركات مصرفية في الولايات المتحدة ، ومن بين أقدم البنوك في العالم ، وقد تم تأسيسها في يونيو 1784 من قبل مجموعة ضمت الآباء المؤسسين الأمريكيين ألكسندر هاملتون وآرون بور. . تأسس بنك تي ميلون وأولاده في بيتسبرغ عام 1869 على يد توماس ميلون وأبنائه أندرو وريتشارد. أصبح أندرو و. ميلون فيما بعد وزير الخزانة.

## كتب
- Unger، Craig (14 أغسطس 2018). House of Trump, House of Putin: The Untold Story of Donald Trump and the Russian Mafia. Dutton [الإنجليزية]. ISBN:978-1524743505.
- Скуратов, Юрий Ильич (Skuratov, Yury Ilyich) (2013). Кремлёвские подряды: Последнее дело прокурора [Kremlin contracts. The last case of the Attorney General] (بالروسية). موسكو: ООО «Издательство Алгоритм» (Algorithm Publishing House). ISBN:978-5-4438-0301-2.{{استشهاد بكتاب}}:  صيانة الاستشهاد: أسماء متعددة: قائمة المؤلفين (link)

## روابط خارجية
- الموقع الرسمي
- - بيانات النشاط التجاري لـ بي أن واي ميلون:
- Pershing LLC., a subsidiary of The Bank of New York Mellon Corporation
- 225th Anniversary Commemorative Video
- iNautix Technologies, a subsidiary of The Bank of New York Mellon
- New York Life Insurance and Trust Company Records[وصلة مكسورة] at Baker Library Historical Collections, Harvard Business School.